# ルイス・トーレス
ルイス・アルベルト・トーレス（Luis Alberto Torres、1980年6月6日 - ）は、ベネズエラのヤラクイ州サン・フェリペ出身のプロ野球選手（投手）。

## 経歴

### プロ入りとカージナルス時代
ピッツバーグ・パイレーツとマイナー契約を結び、プロ入りを果たした。
1999年は、まず傘下ルーキーリーグのガルフ・コーストリーグ・パイレーツでプレーしている。ここでは、8試合に先発登板し、1勝2敗、防御率1.69、33奪三振を記録している。その後、傘下Aのヒッコリー・クロウダッズへ昇格した。ここでは、7試合に先発登板し、3勝2敗、防御率3.26、26奪三振を記録した。
2000年は、傘下Aで、23試合(21試合で先発)登板し、5勝7敗、防御率4.49、68奪三振を記録している。
2001年は、まず傘下ルーキーリーグのガルフ・コーストリーグ・パイレーツで3試合(1試合で先発)登板した後、傘下アドバンスAのリンチバーグ・ヒルキャッツへ昇格した。ここでは、4試合に登板している。
2002年に、怪我をしている。

### パイレーツ退団後
パイレーツ退団後は、コロンビアのリーガ・コロンビアーナ・デ・ベイスボル・プロフェシオナルのカイマネス・デ・バランキージャなどでプレーしている。
2012年11月には、第3回WBC予選のコロンビア代表に選出された。